# Joe Kubert
Joe Kubert (Polônia, 18 de setembro de 1926 - 12 de agosto de 2012) foi um desenhista das histórias em quadrinhos americanas que fundou a Joe Kubert School of Cartoon and Graphic Art.
Ele é reconhecido por seu trabalho na DC Comics, pelos títulos Tarzan, Sgt. Rock e Hawkman (Gavião Negro, no Brasil) mas declarou que seu personagem favorito é o herói pré-histórico Tor. Seus filhos, Andy Kubert e Adam Kubert, tornaram-se também desenhistas de HQs de sucesso.
As mais conhecidas criações de Kubert incluem as séries Tor, Son of Sinbad, e Viking Prince e, com o escritor Robin Moore, a tira de quadrinhos Tales of the Green Beret.
Em 1976 fundou a The Joe Kubert School of Cartooning and Graphics, renomada escola de arte e histórias em quadrinhos dos Estados Unidos.
Kubert também foi o primeiro norte-americano a desenhar uma história de Tex, com a história "Os Quatro Assassinos", que no Brasil foi publicado pela Mythos Editora em Abril de 2002 na revista Tex Gigante 9. 
Kubert faleceu no dia 12 de agosto de 2012.